# 토양도

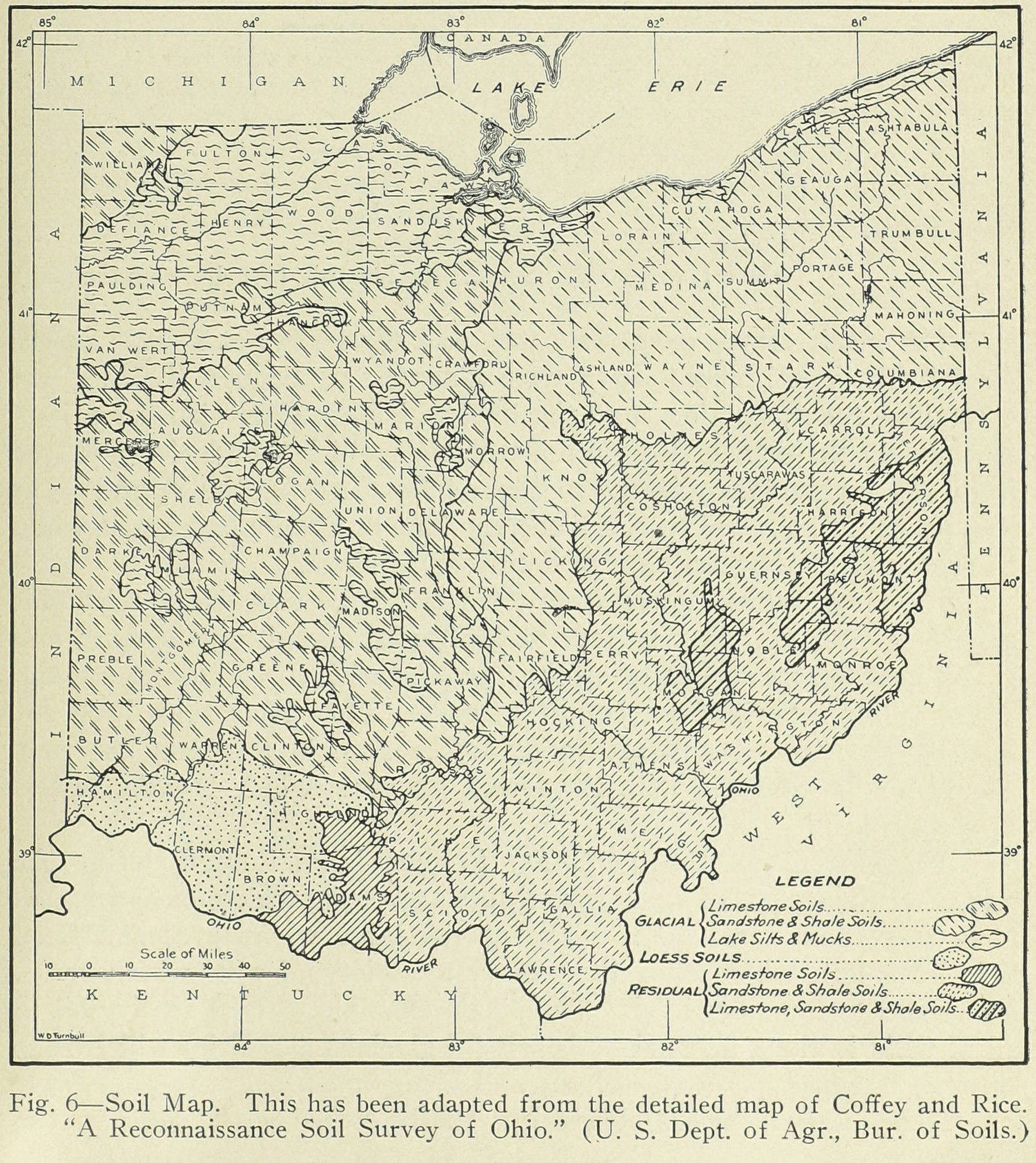
1923년의 오하이오주의 토양토

토양토(土壤圖)는 토양조사 결과를 알기 쉽게 분류하고 기호로 표시하연 토지이용자가 편리하게 이용할 수 있도록 한 지도이다.
토양토는 관심 지역에서 다양한 토양 유형 및 토양 특성(토양 pH, 질감, 유기물, 지평 깊이 등)을 보여주는 지리적 표현이다. 일반적으로 토양 조사 인벤토리, 즉 토양 조사의 최종 결과이다. 토양토는 토지 평가, 공간 계획, 농업 확장, 환경 보호 및 유사한 프로젝트에 가장 일반적으로 사용된다. 전통적인 토양토는 일반적으로 토양 조사 보고서와 함께 토양의 일반적인 분포만을 보여준다. 많은 새로운 토양토는 디지털 토양 매핑 기술을 사용하여 파생된다. 이러한 지도는 일반적으로 컨텍스트가 더 풍부하고 전통적인 토양토보다 더 높은 공간 세부 정보를 보여준다. (지리)통계 기법을 사용하여 생성된 토양토에는 모델 불확실성의 추정치도 포함된다.

## 같이 보기
- 지도
- 토양학
- 지리 정보 시스템